# Иван Коњев
Иван Степанович Коњев (рус. Ива́н Степа́нович Ко́нев; Лодејно, 28. децембар 1897 — Москва, 21. мај 1973) је био високи совјетски официр, командант Црвене армије на Источном фронту током Другог светског рата.
Учествовао је у ослобађању великог дела источне Европе, као и Берлина, главног града нацистичке Немачке. Године 1956, као командант снага Варшавског пакта, Коњев је командовао совјетским трупама у сузбијању Мађарске револуције.

## Рана каријера
Коњев је рођен у породици сељака у Подосиновском региону централне Русије (сада у Кировској области). Ту је добио делимично образовање и радио је као дрвосеча пре него што је мобилисан за службу у руској војсци 1916. године за време Првог светског рата.
По избијању Октобарске револуције 1917, био је отпуштен из војске и вратио се својој кући, али се 1919. године се придружио бољшевицима и Црвеној армији као митраљезац. Током Руског грађанског рата, служио у Црвеној армији на Руском далеком истоку. Његов командант у то време био је Климент Ворошилов, који је касније постао блиски сарадник Јосифа Стаљина и комесар одбране. Ова веза је помогла Коњеву у његовој каснијој каријери.
Године 1926. Коњев је завршио обуку за више официре на Војној академији Фрунзе и између 1926. и 1941. је вршио истакнуте функције, поставши прво командант пука, дивизије, корпуса,Забајкалског, а затим и Севернокавкаског војног округа. Године 1937. постао је делегат Врховног Совјета, а 1939. кандидат за члана Централног комитета партије.

## Други светски рат
Када је нацистичка Немачка напала Совјетски Савез у јуну 1941, Коњев је преузео команду над 19. армијом у витебском региону и водио низ одбрамбених битака током повлачења Црвене армије, прво до Смоленска, а затим до периферија Москве. Командовао је Западним и Калињинским фронтом од октобра 1941. до августа 1942, при чему је имао важну улогу у борби око Москве и совјетској противофанзиви током зиме 1941-42. Због свог учешћа у успешној одбрани совјетске престонице, Стаљин је унапредио Коњева у чин генерал-пуковника.
Коњев је био високи војни заповедник до краја рата. Командовао је совјетским Западним фронтом до фебруара 1943, Северозападним фронтом у периоду од фебруара до јула 1943,Степским од јула до октобра 1943,2.украјинским до маја 1944. и Првим украјинским фронтом у периоду од маја 1944. до маја 1945. Учествовао је у Курској бици, командујући јужним делом совјетске контраофанзиве, која је успешно одбила војску Ериха фон Манштајна.
После победе код Курска, армије Коњева су ослободиле Белгород, Харков ,Полтаву,Кировоград и друге градове од Немаца и стигле до румунске границе. У фебруару 1944. због успеха 2.украјинског фронта Коњев је унапређен у чин маршала Совјетског Савеза.
Године 1944. армије Коњева су напредовале из Украјине и Белорусије у Пољску, а касније Чехословачку. До јула исте године је стигао до Висле у централној Пољској и био одликован звијездом хероја Совјетског Савеза. У септембру 1944. његове снаге, са 4. украјинским фронтом, напредовале су у Словачку и помогле словачким партизанима у њиховом устанку против немачке окупације.
У јануару 1945. Коњев је заједно са маршалом Георгијем Жуковим, командовао совјетским снагама које су покренуле велику зимску офанзиву у западној Пољској, потиснувши немачке снаге од Висле до Одре. На југу Пољске, његове армије су ослободиле Краков. Коњев је спасио Краков од немачког уништења тако што је наређен брз напад на град. Његова офанзива у јануару 1945. је такође спречила планирано уништење шлеске индустрије од стране Немаца који су били у повлачењу. У априлу су његове армије заједно са Првим белоруским фронтом, којим је заповедао његов ривал Жуков, прешле Одру и напредовале ка Берлину. Трупе под командом Коњев ушли у град, али Стаљин је доделио Жукову част освајање Рајхстага и дизање совјетске заставе изнад Берлина. Коњеву је наређено да крене на југозапад, где су се његове јединице среле са америчком претходницом код Торгауа и ослободиле Праг убрзо по капитулацији немачке војске.

## Послератна каријера
После рата, Коњев је био постављен за заповедника совјетских окупационих снага у Источној Немачкој, као и за Високог савезничког комесара за Аустрију. Године 1946. постао је командант совјетских копнених снага и први заменик министра одбране Совјетског Савеза, заменивши Жукова на тој позицији. На тим местима је остао све до 1950, када је постављен за команданта Карпатске војне области.
После Стаљинове смрти, Коњев је постао јак савезник новог партијског вође Никите Хрушчова, коме је поверено суђење бившем шефу НКВД-а Лаврентија Берије 1953. године. Опет је постављен за првог заменика министра одбране и команданта совјетске копнене војске, оставши на том положају до 1956, када је именован за команданта трупа Варшавског пакта. Убрзо након што је ступио на дужност је предводио гушење Мађарске револуције.
Коњев је на овом положају остао до 1960, када се повукао из активне службе. Године 1961-62, он је поново враћен у активну службу и поново је био командант совјетске снаге у Источној Немачкој. Затим је затим именован на углавном церемонијално место генералног инспектора у Министарству одбране.
Коњев је остао један од најцењенијих војних фигура Совјетског Савеза све до своје смрти 1973. године. Био је ожењен два пута, а његова ћерка Наталија је декан Факултета за лингвистику и књижевност Руског војног универзитета.
Године 1969, Министарство одбране објавило је Коњевљеве ратне мемоаре насловљене „45“. Касније исте године су преведени на енглески, под насловом „И. Коњев - година победе“. Књига се бави падом Берлина, Прага, његовом сарадњом са маршалом Жуковом, Стаљином, његовим сусретима са генералом Омаром Бредлијем и Јашом Хејфецем.
Маршал Совјетског Савеза, двоструки херој Совјетског Савеза Иван Степанович Коњев је сахрањен у зидинама Кремља заједно са највећим херојима Совјетског Савеза.
Године 1992, његов спомен-скулптура у Кракову је уклоњена.